# 基隆市私立培德高級工業家事職業學校
培德學校財團法人基隆市培德工業家事高級中等學校，簡稱為培德高職位於臺灣基隆市信義區。為了配合職校教育之政策，培養工商初級技術生，於1968年8月奉准立案，招生電器設備修護科、製圖識圖科、汽車修護科、綜合商科各一班。1971年6月20日舉行第一屆畢業典禮。學校地址在今基隆市信義區培德路73號。校地面積3.2541公頃。

## 校長
- 首任校長：周必先
- 二任校長：周仁培
- 三任校長：賴惠文
- 四任校長：周怡
- 五任校長：黃俊燁
- 現任校長：吳佳嬅

## 教學單位
- 表演藝術科
- 餐飲管理科
- 汽車科
- 烘培科
- 資訊科

## 知名校友
- 張立威
- 梁佑南
- 羅志祥
- 歐漢聲

## 外部連結
- 培德工家 校網 （页面存档备份，存于）

25°01′49″N 121°30′46″E / 25.030390°N 121.512795°E